# Jérémy Amelin
Jérémy Amelin (ur. 1 lipca 1986 w Montargis) – francuski piosenkarz, autor tekstów piosenek i tancerz.

## Życiorys
Wychowywał się w Montargis, w Regionie Centralnym, w departamencie Loiret. Dostrzeżony przez Pascala Sevrana, po raz pierwszy zaistniał na małym ekranie w 2005 w programie Entrée d'Artistes. Następnie wziął udział w piątej edycji popularnego reality show Star Academy (2005) i znalazł się w finale programu. Podpisał kontrakt z firmą płytową Universal Music France i nagrał debiutanckiego singla "A Contre Sens" (2006). Uczestniczył w nagraniu muzyki do filmu Dans L'Un, L'Une (2008). Wystąpił na żywo w paryskim nocnym klubie QUEEN w Champs-Élysées (2008). Kolejny jego singiel to "Fantasizes" (2008).